# N523 (België)
De N523 is een gewestweg in België tussen Brugelette (N56) en Opzullik (N57). De weg heeft een lengte van ongeveer 9 kilometer.
De gehele weg bestaat uit twee rijstroken voor beide richtingen samen.
Bij het begin van de weg bij Brugelette ligt de Vliegbasis Chièvres.

## Plaatsen langs N523
- Brugelette
- Opzullik